# Вейленд (Массачусетс)
Вейленд (англ. Wayland) — місто (англ. town) в США, в окрузі Міддлсекс штату Массачусетс. Населення — 13 943 особи (2020).

## Демографія
Згідно з переписом 2010 року, у місті мешкали 12 994 особи в 4808 домогосподарствах у складі 3676 родин. Було 5021 помешкання
Расовий склад населення:
| - 87,2 % — білих - 9,9 % — азіатів - 0,9 % — чорних або афроамериканців |

До двох чи більше рас належало 1,6 %. Частка іспаномовних становила 2,4 % від усіх жителів.
За віковим діапазоном населення розподілялося таким чином: 27,2 % — особи молодші 18 років, 56,3 % — особи у віці 18—64 років, 16,5 % — особи у віці 65 років та старші. Медіана віку мешканця становила 45,4 року. На 100 осіб жіночої статі у місті припадало 93,3 чоловіків;  на 100 жінок у віці від 18 років та старших — 90,1 чоловіків також старших 18 років.
Середній дохід на одне домашнє господарство  становив 214 320 доларів США (медіана — 166 893), а середній дохід на одну сім'ю — 251 575 доларів (медіана — 199 130). Медіана доходів становила 126 702 долари для чоловіків та 93 254 долари для жінок. За межею бідності перебувало 3,0 % осіб, у тому числі 2,4 % дітей у віці до 18 років та 3,2 % осіб у віці 65 років та старших.
Цивільне працевлаштоване населення становило 7140 осіб. Основні галузі зайнятості: освіта, охорона здоров'я та соціальна допомога — 27,3 %, науковці, спеціалісти, менеджери — 27,1 %, виробництво — 9,1 %, фінанси, страхування та нерухомість — 8,1 %.